# خوسيه غارسيا هرنانديز
خوسيه غارسيا هرنانديز (بالإسبانية: José García Hernández)‏ هو سياسي إسباني، ولد في 19 مارس 1915 في إسبانيا، وتوفي في 2000. حزبياً، نشط في الكتائب الإسبانية التقليدية والجمعيات الدفاعية النقابية الوطنية.

## مناصب
- انتخب ministro de Gobernación  [لغات أخرى]‏ (3 يناير 1974 – 12 ديسمبر 1975).
- انتخب .
- انتخب  (22 أكتوبر 1941 – 24 أبريل 1947).
- انتخب .